# Puertoricaanse smaragdkolibrie
De Puertoricaanse smaragdkolibrie (Riccordia maugaeus synoniem:  Chlorostilbon maugaeus) is een vogel uit de familie Trochilidae (kolibries). De vogel is genoemd naar de Franse zoöloog René Maugé de Cely.

## Verspreiding en leefgebied
Deze soort is endemisch in Puerto Rico.